# Pietro Marsich
Pietro Marsich (Venezia, 4 ottobre 1891 – Venezia, 6 settembre 1928) è stato un giornalista e squadrista italiano.

## Biografia
Pietro Marsich si iscrive ai Fasci Italiani di Combattimento immediatamente dopo la loro fondazione: grazie alle sue spiccate abilità di oratore e scrittore e alla sua cultura, prende le redini del Fascio di Venezia ed entrando nel Comitato Centrale dei Fasci, di cui viene eletto rappresentante nazionale. Nel periodo che va dal 1919 al 1924 non prende quasi mai parte attiva agli scontri con gli altri movimenti, anche se partecipa alle spedizioni nel sestiere di Castello, allora roccaforte rossa, coordinandone l'azione.
Fonda e dirige il giornale Italia Nuova, che diverrà la voce ufficiale del fascismo lagunare. Importanza massima riveste nel nord-est e, quindi, anche per il Fascio di Venezia la questione delle terre irredente di Fiume e della Dalmazia, cruciali per il futuro della città di Venezia. Ciò soprattutto alla luce dell'occupazione di Fiume da parte dei legionari di Ronchi, guidati da Gabriele D'Annunzio. In quest'occasione Marsich si occupà del reclutamento e dei rifornimenti, intrattenendo una continua corrispondenza con il Vate. Con il Trattato di Rapallo ed il cosiddetto Natale di sangue, che scriverà la parola fine sull'esperienza fiumana e l'esperienza della Repubblica del Carnaro, venne a crearsi una frattura, che diverrà col tempo insanabile, fra Marsich e Mussolini e Volpi, accusati di aver dato il proprio assenso al trattato.
Marsich cercò di conferire al fascismo caratteristiche "dannunziane", cercando più volte un intervento del poeta stesso, che però si dimostrò quasi rassegnato alla situazione nazionale, determinando la mancata diffusione della linea di Marsich al di fuori del territorio veneziano, dove regna incontrastato. Nel luglio 1922, con la fondazione del Partito Nazionale Fascista (PNF) e la trasformazione del fascismo da movimento a partito, venne a crearsi un'altra frattura fra Marsich ed il Duce, che lo porterà a chiudere la propria esperienza politica già prima della Marcia su Roma.
(Pietro Marsich)
L'avvocato veneziano nella sua storia politica fu sempre antiparlamentarista ed avverso alle istituzioni ed ai partiti e, per questo, non si candidò mai alle elezioni. Credette sempre in un movimento che mantenesse un'identità di lotta contro le istituzioni corrotte e contro il socialismo in difesa della nazione. Trovò inizialmente l'appoggio di Dino Grandi e di Italo Balbo che però, davanti all'inasprirsi dello scontro interno al partito, preferirono intraprendere una linea più morbida. L'intransigenza di Marsich portò invece il Fascio veneziano all'espulsione dal Partito Fascista, sancendo la fine della carriera politica dell'avvocato che, per coerenza, non contrastò mai dall'esterno il fascismo.
Dal 1922 in poi si dedicò quindi completamente alla propria attività professionale di legale e di esperto di giurisprudenza con la pubblicazione di studi ed articoli. Nel 1928, a causa di un attacco di asma, perde la vita. Nonostante la sua levatura politica e la sua scomodità per il fascismo, ai suoi funerali non partecipò nessun rappresentante di rilievo del partito. Durante la Repubblica Sociale Italiana, invece, la sua figura venne rievocata con forza, come esempio del fascismo intransigente e movimentista, contro quello molle e corrotto, accusato della disfatta nazionale.
(Italo Balbo, 1922)
Il tratto fondamentale del pensiero politico di Pietro Marsich è la sua battaglia per un Adriatico italiano, cruciale per lo sviluppo della nazione ed in particolare per Venezia, che lo porta a schierarsi con D'Annunzio, altro personaggio scomodo per la politica italiana, che condivide con lui una ideologia sognatrice e romantica, poco incline alla realtà dei compromessi delle istituzioni e dei partiti.
(Pietro Marsich)